# Беркеши, Андраш
А́ндраш Бе́ркеши (венг. Berkesi András, 30 ноября 1919 года, Будапешт — 14 сентября 1997 года, Будапешт) — венгерский писатель-коммунист, киновед и кинодраматург, военнослужащий и сотрудник венгерских спецслужб.
Участник сложного процесса становления социалистического реализма в венгерской литературе, известен как автор романов «Перстень с печаткой», «Агент № 13», повести «Уже пропели петухи» и других произведений различного жанра.
Произведения были переведены на болгарский, македонский, польский, русский, словацкий, чешский языки и ряд языков народов СССР, многократно переиздавались тиражами, превышающими 100 000 экземпляров.

## Биография
Родился в семье еврейского происхождения, имя при рождении — Андраш Бенксик. К литературе пристрастился с детства, писал стихи, пробовался в прозе, участвовал в литературных конкурсах. Полный курс обучения в гимназии завершить не смог, работал на производстве, в годы Второй мировой войны служил в армии, снова работал на заводе. Преследовался по политическим мотивам в хортистской Венгрии.
По окончании войны вступил в коммунистическую партию. Во время антисоветского путча выступил в защиту правящих властей, принял активное участие в подавлении путча. С 1957 году включился в литературную жизнь. Писал и в соавторстве, в 1959 году вместе Дьердем Кардошем (венг. Kardos Györggyel) написал шпионский роман «Копейщик».
Сотрудничал как кинодраматург на Будапештской киностудии, после перешёл на работу в издательство.
Придерживался коммунистических взглядов всю жизнь. Скончался 14 сентября 1997 года.

## Творчество
Романы и повести Андраша Беркеши на социально-политические темы пользовались популярностью у венгерских читателей в 1950—1960-е годы, он брался, как правило, за злободневные, подсказанные жизнью, темы, на их основе он строил своё увлекательное, остросюжетное повествование. Сам Беркеши определял своё творчество так:
Я считаю неправильным, что книги о борьбе социалистической контрразведки против империалистических агентов зачастую скопом относят к традиционной развлекательной детективной литературе… Формальные признаки криминальных романов Агаты Кристи, например, и романов о действиях социалистической контрразведки во многом схожи; однако их социальная направленность и содержание, цели… различаются коренным образом. Борьба, которую ведут герои моих книг, — не развлекательное приключение, а неизбежная необходимость, обусловленная политическими факторами и такими священными чувствами, как любовь к родине, осознанный долг защищать правое дело, отстаивать Добро от Зла....
Детективность свойственна многим произведениям А. Беркеши. Сквозной герой ряда произведений этого писателя — Оскар Шалго, разведчик и контрразведчик. Детективные романы Беркеши («Перстень с печаткой», «Агент № 13» и др.) описывают шпионские тайны, расследование преступлений иностранной разведки, поиск преступников времён Второй мировой войны. Литературовед Сергей Бавин так описывает суть повести «Уже пропели петухи»:
Она в наиболее чистом виде представляет собой тип литературы военных приключений. Гитлеровская разведка обнаруживает, что в ее недрах действует советский разведчик по кличке «Ландыш». Не лишенный тонкого и жесткого ума майор Ганс Мольтке имеет основания подозревать в этом своего венгерского коллегу Габора Деака и для разоблачения его сочиняет, по выражению одного из его сотрудников, целое «либретто». Очень плотно сконструированная повесть изобилует «перевертышами», сложной и многоплановой игрой персонажей, настолько тонко ведущих свои тайные интриги, что порой и соратники не могут определить, кто есть кто в этой схватке.
Немалую роль в широкой популярности произведений Беркеши сыграл простой и ясный язык писателя, чёткая психологически убедительная прорисовка образов его героев, мотивации их поступков. Автору извинительны некоторые недостатки его стиля — излишняя подчас усложнённость композиции и отдельных сюжетных линий, известная схематичность некоторых персонажей.
Андраш Беркеши не раз становился лауреатом различных литературных премий, а его произведения неоднократно экранизировались.

## Оценки творчества
В советский период произведения Беркеши пользовались большой популярностью:
Если спросить у десяти <…> «взятых наугад» венгерских читателей, кто, по их мнению, самый читаемый писатель Венгрии, то, наверное, не меньше семерых из них назовут имя Андраша Беркеши. О. Громов.

## Фильмография
- 1982 — Aranycsapat — камео / русский дубляж «Золотая команда»

### Сценарист
- 1983 — Ha az igazságra esküdtél
- 1979 — Küszöbök
- 1975 — Kopjások / русский дубляж «Копьеносцы»
- 1965 — Sellö a pecsétgyürün I / русский дубляж «Перстень с русалкой» (1968)
- 1965 — Matematika